# Karl Geyr von Schweppenburg (General)
Karl Theodor Hermann Joseph Freiherr Geyr von Schweppenburg (* 19. November 1801 in Köln; † 19. Februar 1875 in Berlin) war ein preußischer Generalleutnant.

## Leben

### Herkunft
Karl war ein Sohn des beigeordneten Bürgermeisters von Köln und designierten Vogt-Majors in Aachen Joseph Heinrich Emanuel Geyr von Schweppenburg (1774–1814) und dessen Ehefrau Maria Agnes Klara, geborene Hendrix (1782–1834).

### Militärkarriere
Geyr trat am 12. Januar 1816 als Kanonier in die 5. Artilleriebrigade der Preußischen Armee ein und avancierte nach dem Besuch der Vereinigten Artillerie- und Ingenieurschule Ende April 1820 zum Sekondeleutnant. Ende Januar 1821 folgte seine Versetzung zur 7. Artilleriebrigade. Aufgrund seiner guten Reitkenntnisse wurde Geyr Anfang Oktober 1824 zur Lehr-Eskadron kommandiert und ein Jahr später zum Adjutanten ernannt. Unter Entbindung von diesem Kommando wurde er am 14. Juni 1828 in das Garde-Husaren-Regiment versetzt. Bis Mitte Januar 1841 stieg Geyr zum Rittmeister und Eskadronchef auf. Während des Märzaufstandes brachte er als Begleiter des Kutschers verkleidet die Kinder des späteren Kaisers Wilhelm I. aus der Hauptstadt in Sicherheit. Ende Dezember 1848 zum Major befördert, ging Geyr ein Jahr später in Begleitung des Prinzen von Württemberg an den Hof nach Sankt Petersburg. Nach seiner Rückkehr wurde Geyr am 11. Mai 1854 zum Kommandeur des Garde-Husaren-Regiments ernannt und avancierte in dieser Eigenschaft bis Mai 1858 zum Oberst. Unter Stellung à la suite seines Regiments war er vom 8. Juni 1858 bis zum 12. April 1861 Kommandeur der 2. Kavallerie-Brigade. Anschließend erhielt Geyr auf seinen Wunsch hin das Kommando über die 14. Kavallerie-Brigade in Düsseldorf. Im September 1861 wurde er mit dem Roten Adlerorden II. Klasse mit Eichenlaub ausgezeichnet und am 18. Oktober 1861 aus Anlass der Krönung von Wilhelm I. zum Generalmajor befördert. Unter Verleihung des Charakters als Generalleutnant nahm Geyr am 4. September 1864 seinen Abschied mit Pension, bevor er am 22. März 1865 mit seiner bisherigen Pension zur Disposition gestellt wurde.
Nach seiner Verabschiedung wurde Geyr am 23. Juli 1869 das Komturkreuz des Königlichen Hausordens von Hohenzollern verliehen. Er war Ritter des Malteserordens und wurde nach seinem Tod am 23. Februar 1875 auf dem Berliner Invalidenfriedhof beigesetzt.

### Familie
Geyr verheiratete sich am 25. März 1833 in Blankenburg mit Bianca von dem Knesebeck (1812–1892), einer Schwester des Landrats Leo von dem Knesebeck und Nichte des Generalfeldmarschalls Karl Friedrich von dem Knesebeck. Aus der Ehe gingen folgende Kinder hervor:
- Hans (1836–1870), preußischer Hauptmann und Kompaniechef im 1. Garde-Regiment zu Fuß
- Elisabeth (1838–1905) ⚭ Franz Hubertus von Dalwigk zu Lichtenfels, Reichstagsabgeordneter
- Karl (1840–1913), württembergischer Oberstallmeister und Oberst ⚭ Elisabeth Karoline von Hülsen-Haeseler (1855–1887), Eltern des Leo Geyr von Schweppenburg